# 2000年オーストラリアグランプリ
2000年オーストラリアグランプリ (LXV Qantas Australian Grand Prix) は、2000年F1世界選手権の開幕戦として、2000年3月12日にメルボルン・グランプリ・サーキットで開催された。58周で争われたレースは3番グリッドからスタートしたフェラーリのミハエル・シューマッハが優勝した。今シーズンからシューマッハのチームメイトとなったルーベンス・バリチェロが2位に入り、BMW-ウィリアムズのラルフ・シューマッハが3位に入った。
ポールポジションからスタートしたマクラーレンのミカ・ハッキネンと、2番手スタートのチームメイトデビッド・クルサードは共にエアバルブのトラブルでリタイアとなった。3名のドライバー、ウィリアムズのジェンソン・バトン、プロスト・グランプリのニック・ハイドフェルド、ミナルディのガストン・マッツァカーネがF1デビューを果たした。バトンとマッツァカーネはリタイアとなったが、ハイドフェルドは2周遅れの9位で完走となった。

## 背景
シーズン開幕に先立って、ブックメーカーおよび元F1ドライバー達はシューマッハが優勝する予想したが、多くがフェラーリのミハエル・シューマッハと1999年チャンピオン、マクラーレンのミカ・ハッキネンが優勝争いの中心になると考えた。シューマッハの元チームメイトであり今年からジャガーに乗るエディ・アーバインはシューマッハが優勝すると予想した。フェラーリで1979年にタイトルを獲得したジョディ・シェクターもシューマッハの優勝を予想した。
11チーム、22名のドライバーが出場する本GPは3名のドライバーがデビューした。ニック・ハイドフェルドはプロスト・グランプリに加入しジャン・アレジのチームメイトとなった。プロストの1999年シーズンのラインナップは2人とも入れ替えとなり、オリビエ・パニスはマクラーレンのテストドライバーに、ヤルノ・トゥルーリはデイモン・ヒルの後釜としてジョーダンに加入しハインツ＝ハラルド・フレンツェンのチームメイトとなった。ミナルディではルカ・バドエルが1997年から始めたフェラーリのテストドライバーとしての役割に専念するため、代わってガストン・マッツァカーネが加入した。3人目のルーキー、ジェンソン・バトンはアレッサンドロ・ザナルディに代わってウィリアムズに加入した。バトンは2000年当時の最年少イギリス人ドライバーであった。多くの関係者、ドライバーがバトンを採用したウィリアムズの選択に疑問を抱いていた。ザウバーのミカ・サロは、バトンは経験不足で「自分か他の誰かを傷つけるだろう。」と述べた。

## 予選
ミカ・ハッキネンがチームメイトのデビッド・クルサードにコンマ35秒の差を付けてポールポジションを獲得、マクラーレンの2台がフロントローを独占した。ミハエル・シューマッハはクルサードのスピンによる赤旗のため最終アタックを放棄せざるを得ず、失意の3番グリッドとなった。クルサードはそのスピンを、シューマッハのフライングラップを混乱させるために「故意に行ったのでは無い。」と語った。予選トップ3の顔ぶれは前2シーズンと変わらなかった。シューマッハの新しいチームメイト、ルーベンス・バリチェロは4番手に入り、ジョーダンのハインツ＝ハラルド・フレンツェン、ヤルノ・トゥルーリがサードローとなった。ジャガーのエディ・アーバインが7番手に続き、ジャック・ヴィルヌーヴ、ジャンカルロ・フィジケラ、ミカ・サロまでがトップ10となった。ウィリアムズのラルフ・シューマッハが11番手に入ったが、ルーキーのチームメイト、ジェンソン・バトンはラルフに1.6秒遅れの21番手となった。バトンの後ろはもう一人のルーキー、ガストン・マッツァカーネとなり、彼らの前はジャガーのジョニー・ハーバートであった。バトンは後に予選セッションは「これ以上悪くなることは無い。」と語った。

### 結果
| 順位 | No | ドライバー                       | チーム                    | タイム   | 差     |
| ---- | -- | -------------------------------- | ------------------------- | -------- | ------ |
| 1    | 1  | ミカ・ハッキネン                 | マクラーレン-メルセデス   | 1'30.556 |        |
| 2    | 2  | デビッド・クルサード             | マクラーレン-メルセデス   | 1'30.910 | +0.354 |
| 3    | 3  | ミハエル・シューマッハ           | フェラーリ                | 1'31.075 | +0.519 |
| 4    | 4  | ルーベンス・バリチェロ           | フェラーリ                | 1'31.102 | +0.546 |
| 5    | 5  | ハインツ＝ハラルド・フレンツェン | ジョーダン-無限ホンダ     | 1'31.359 | +0.803 |
| 6    | 6  | ヤルノ・トゥルーリ               | ジョーダン-無限ホンダ     | 1'31.504 | +0.948 |
| 7    | 7  | エディ・アーバイン               | ジャガー-コスワース       | 1'31.514 | +0.958 |
| 8    | 22 | ジャック・ヴィルヌーヴ           | BAR-ホンダ                | 1'31.968 | +1.412 |
| 9    | 11 | ジャンカルロ・フィジケラ         | ベネトン-プレイライフ     | 1'31.992 | +1.436 |
| 10   | 17 | ミカ・サロ                       | ザウバー-ペトロナス       | 1'32.018 | +1.462 |
| 11   | 9  | ラルフ・シューマッハ             | ウィリアムズ-BMW          | 1'32.220 | +1.664 |
| 12   | 18 | ペドロ・デ・ラ・ロサ             | アロウズ-スーパーテック   | 1'32.323 | +1.767 |
| 13   | 19 | ヨス・フェルスタッペン           | アロウズ-スーパーテック   | 1'32.477 | +1.921 |
| 14   | 12 | アレクサンダー・ヴルツ           | ベネトン-プレイライフ     | 1'32.775 | +2.219 |
| 15   | 15 | ニック・ハイドフェルド           | プロスト-プジョー         | 1'33.024 | +2.468 |
| 16   | 23 | リカルド・ゾンタ                 | BAR-ホンダ                | 1'33.117 | +2.561 |
| 17   | 14 | ジャン・アレジ                   | プロスト-プジョー         | 1'33.197 | +2.641 |
| 18   | 20 | マルク・ジェネ                   | ミナルディ-フォンドメタル | 1'33.261 | +2.705 |
| 19   | 16 | ペドロ・ディニス                 | ザウバー-ペトロナス       | 1'33.378 | +2.822 |
| 20   | 8  | ジョニー・ハーバート             | ジャガー-コスワース       | 1'33.638 | +3.082 |
| 21   | 10 | ジェンソン・バトン               | ウィリアムズ-BMW          | 1'33.828 | +3.272 |
| 22   | 21 | ガストン・マッツァカーネ         | ミナルディ-フォンドメタル | 1'34.705 | +4.149 |

## 決勝
22台中21台がグリッド上からスタートし、プロストのジャン・アレジがピットスタートとなった。ハッキネンはスタートにおいて第1コーナーでリードを確保するため、ポールポジションの位置を交換した。クルサードとシューマッハは2番手と3番手にそれぞれ残っていたが、バリチェロはターン1でフレンツェンに抜かれ5番手に後退した。トゥルーリは1周目を終えた時点で6番手を維持していた。後方ではバトンが順位を6番上げて21番手から15番手まで上ってきた。これはミナルディのマルク・ジェネとルーキーのハイドフェルドが衝突したためでもあり、ジェネは修理のためピットストップしなければならなかった。
2ラップ目にクラッチトラブルでジャガーのジョニー・ハーバートがリタイアする。4ラップ目までにマクラーレンの2台はシューマッハと共に、フレンツェンのジョーダンを引き離し、フレンツェンはシューマッハに5秒の差を付けられた。7ラップ目にペドロ・デ・ラ・ロサのアロウズのフロントサスペンションにトラブルが発生し、デ・ラ・ロサはタイヤバリアに激突した。ハーバートのチームメイト、アーバインはアロウズを避けようとしてスピン、エンジントラブルで再スタートできなかった。両者共にリタイアとなり、セーフティーカーが出動、コースマーシャルが残骸を清掃する間、他の車はスロー走行を余儀なくされた。
10ラップ目の終わりにグリーンフラッグが振られ、クルサードはエンジントラブルのため劇的に速度低下しピットインした。クルサードはコースに復帰したがトラブルは続き、結局11ラップ目にリタイアした。シューマッハが2位に浮上しフレンツェンは3位となる。バリチェロ、トゥルーリが続いてトップ5を形成した。BARのジャック・ヴィルヌーヴが6位を走行、バトンは12位を走行していた。ハッキネンはクルサードと同じトラブルのため18ラップ目にリタイアした。ハッキネンのリタイアでシューマッハがトップとなり、2位のフレンツェンに16.5秒の差を付ける。シューマッハは29ラップ目に唯一のピットストップを行い、フレンツェンが首位に立つ。シューマッハは3位でコースに復帰、トゥルーリの前を走行した。バリチェロが33ラップ目にピットインしたが、フェラーリはバリチェロがフレンツェンの前に出られるように2ストップ作戦に切り替えた。
トゥルーリは36ラップ目にギアボックスのトラブルでリタイアした。このリタイヤとピットストップで、バトンが36ラップ目のピットストップ前に3位に浮上した。フレンツェンも36ラップ目にピットストップを行ったが、ジョーダンのメカニックは給油でトラブルに遭遇し、フレンツェンは10秒以上を費やすこととなる。フレンツェンは6位でコースに復帰したが、3ラップ後にギアボックスのトラブルでリタイアした。バリチェロは2度目のピットストップ前、45ラップ目にチームメイトのシューマッハを抜いてトップに立つ。ピット後は2位でコースに復帰した。
マクラーレン、ジョーダンのそれぞれ2台がリタイアしたことで、ラルフ・シューマッハが3位に浮上した。ヴィルヌーヴが4位、ベネトンのジャンカルロ・フィジケラが5位となり、バトンが6位となった。11周を残す時点でバトンはエンジントラブルのためリタイアとなる。BARのリカルド・ゾンタが6位に浮上したが、ザウバーのミカ・サロに抜かれる。レースはシューマッハが58ラップ、1:34:01.987で優勝し、2位のバリチェロには12秒差、フェラーリの1-2フィニッシュとなった。ラルフ・シューマッハが3位に入り、僅差でヴィルヌーヴが4位となる。これによってBARはF1において初のポイントを獲得した。フィジケラが5位、サロのザウバーが6位に入った。しかしながらレースの数時間後にサロは車体規定の違反のため失格となり、ゾンタが6位に繰り上げとなった。

### 結果
| 順位     | No | ドライバー                       | チーム                    | 周回 | タイム             | グリッド | ポイント |
| -------- | -- | -------------------------------- | ------------------------- | ---- | ------------------ | -------- | -------- |
| 1        | 3  | ミハエル・シューマッハ           | フェラーリ                | 58   | 1:34'01.987        | 3        | 10       |
| 2        | 4  | ルーベンス・バリチェロ           | フェラーリ                | 58   | +11.415            | 4        | 6        |
| 3        | 9  | ラルフ・シューマッハ             | ウィリアムズ-BMW          | 58   | +20.009            | 11       | 4        |
| 4        | 22 | ジャック・ヴィルヌーヴ           | BAR-ホンダ                | 58   | +44.447            | 8        | 3        |
| 5        | 11 | ジャンカルロ・フィジケラ         | ベネトン-プレイライフ     | 58   | +45.165            | 9        | 2        |
| 6        | 23 | リカルド・ゾンタ                 | BAR-ホンダ                | 58   | +46.468            | 16       | 1        |
| 7        | 12 | アレクサンダー・ヴルツ           | ベネトン-プレイライフ     | 58   | +46.915            | 14       |          |
| 8        | 20 | マルク・ジェネ                   | ミナルディ-フォンドメタル | 57   | +1 Lap             | 18       |          |
| 9        | 15 | ニック・ハイドフェルド           | プロスト-プジョー         | 56   | +2 Laps            | 16       |          |
| DSQ      | 17 | ミカ・サロ                       | ザウバー-ペトロナス       | 58   | 失格               | 10       |          |
| リタイア | 10 | ジェンソン・バトン               | ウィリアムズ-BMW          | 46   | エンジン           | 21       |          |
| リタイア | 16 | ペドロ・ディニス                 | ザウバー-ペトロナス       | 41   | トランスミッション | 19       |          |
| リタイア | 21 | ガストン・マッツァカーネ         | ミナルディ-フォンドメタル | 40   | ギアボックス       | 22       |          |
| リタイア | 5  | ハインツ＝ハラルド・フレンツェン | ジョーダン-無限ホンダ     | 39   | ハイドロリック     | 5        |          |
| リタイア | 6  | ヤルノ・トゥルーリ               | ジョーダン-無限ホンダ     | 35   | エンジン           | 6        |          |
| リタイア | 14 | ジャン・アレジ                   | プロスト-プジョー         | 27   | ハイドロリック     | 17       |          |
| リタイア | 1  | ミカ・ハッキネン                 | マクラーレン-メルセデス   | 18   | エンジン           | 1        |          |
| リタイア | 19 | ヨス・フェルスタッペン           | アロウズ-スーパーテック   | 16   | サスペンション     | 13       |          |
| リタイア | 2  | デビッド・クルサード             | マクラーレン-メルセデス   | 11   | エンジン           | 2        |          |
| リタイア | 18 | ペドロ・デ・ラ・ロサ             | アロウズ-スーパーテック   | 6    | サスペンション     | 12       |          |
| リタイア | 7  | エディ・アーバイン               | ジャガー-コスワース       | 6    | スピン             | 7        |          |
| リタイア | 8  | ジョニー・ハーバート             | ジャガー-コスワース       | 1    | クラッチ           | 20       |          |

## レース後
レース後、ミハエル・シューマッハは以下のように語った：
僕は始めから楽に運転し、最後の瞬間に備えてタイヤと燃料を取っておいて、ピットストップが来てアタックしたんだ。不幸にも僕の前の2人はリタイアした。僕は最後まで彼らとレースをして、僕たちがどれだけ良いかを立証したかった。

## 第1戦終了時点でのランキング
| 順位 | ドライバー               | ポイント |
| ---- | ------------------------ | -------- |
| 1    | ミハエル・シューマッハ   | 10       |
| 2    | ルーベンス・バリチェロ   | 6        |
| 3    | ラルフ・シューマッハ     | 4        |
| 4    | ジャック・ヴィルヌーヴ   | 3        |
| 5    | ジャンカルロ・フィジケラ | 2        |

| 順位 | コンストラクター      | ポイント |
| ---- | --------------------- | -------- |
| 1    | フェラーリ            | 16       |
| 2    | ウィリアムズ-BMW      | 4        |
| 3    | BAR-ホンダ            | 4        |
| 4    | ベネトン-プレイライフ | 2        |

- 注：ドライバー、コンストラクター共にトップ5のみ表示。